# محمودآباد سفلي (مقاطعة فسا)
محمودآباد سفلي (بالفارسية: محمودآباد سفلی) هي قرية تقع في Jangal Rural District في إيران. يقدر عدد سكانها بـ 485 نسمة .